# 巴甫洛夫斯基 (彼尔姆边疆区)
巴甫洛夫斯基（羅馬化：Pavlovskiy）是俄罗斯彼尔姆边疆区的市级镇，属奥乔尔区，是该区唯一的市级镇。地处彼尔姆边疆区西南部，位于区行政中心奥乔尔东南侧、边疆区首府彼尔姆西偏南方。镇北侧有一同名池塘。
连接彼尔姆与叶卡捷琳堡的R242公路从巴甫洛夫斯基镇与奥乔尔间穿过。最近的火车站是西北方的韦列夏吉诺站。
该地2022年人口有3,122人；2010年人口3,191；2002年人口3,408；1989年人口3,834。